# SCP — Containment Breach
SCP — Containment Breach (с англ. — «SCP – Нарушение условий содержания») — бесплатная инди-игра с открытым исходным кодом в жанре survival horror, разработанная и выпущенная в 2012 году. Сюжет основан на вымышленных статьях с веб-сайта «The SCP Foundation», запущенного на движке Wikidot. Целью игры является побег из зоны содержания организации, известной как «Фонд SCP», в условиях массового нарушения содержания аномальных объектов.

## Игровой процесс

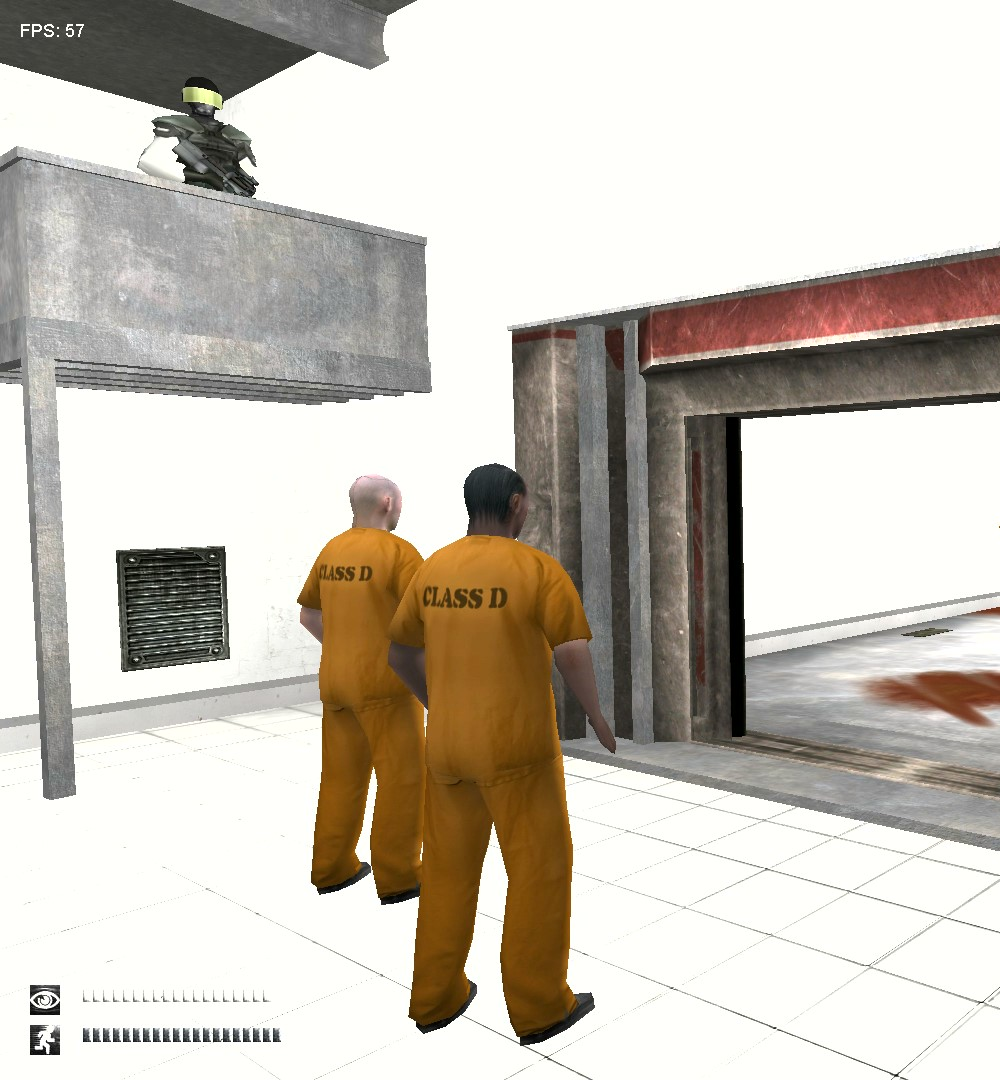
Вход в камеру содержания SCP-173 — начальная локация игры

Игрок оказывается в комплексе, который находится под землёй. Игроку придётся столкнуться с самыми опасными местами данного комплекса. Отличительной чертой игры является потребность моргать в связи с аномальными свойствами SCP-173. Другой важной особенностью игры является процедурная генерация игрового пространства: каждый раз при начале новой игры игровой мир генерируется заново, со случайным расположением помещений и коридоров.
Сам комплекс представляет собой сеть запутанных коридоров (в одной из записок и в разговоре по радио говорилось, что новый учёный комплекса заблудился, пытаясь найти выход после нарушений содержания), поделённых на три зоны: зона лёгкого содержания (англ. Light Containment Zone), зона тяжёлого содержания (англ. Heavy Containment Zone) и входная зона (англ. Entrance zone). Игрок должен делать всё возможное, чтобы не заблудиться: помечать свой путь предметами, пользоваться навигатором.

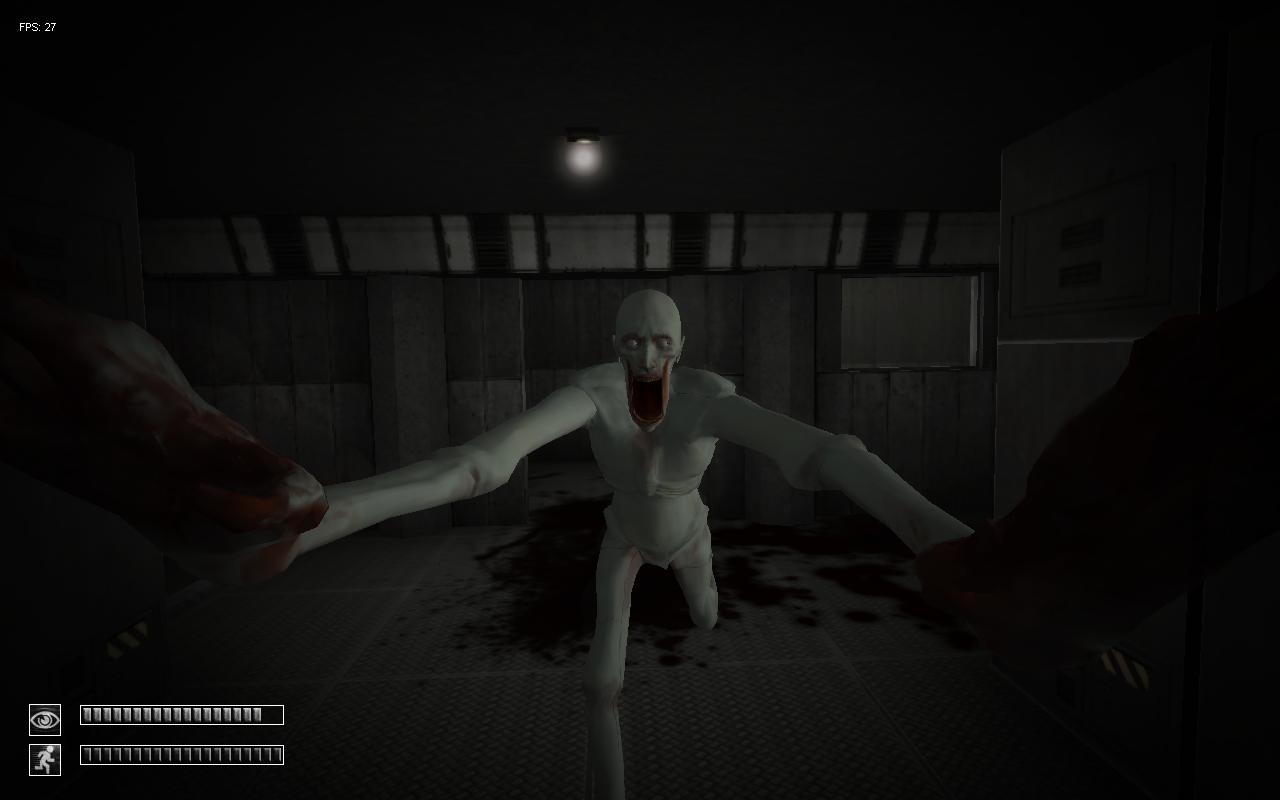
Объект SCP-096 атакует игрока

В игре есть множество объектов из популярных статей на сайте Фонда. Основным противником в игре выступает SCP-173 — одушевлённая скульптура, способная двигаться, когда с ней нет зрительного контакта (в том числе при моргании). Среди других противников присутствуют SCP-049 — чумной доктор, верящий, что человечество можно «излечить», если превратить в зомби, SCP-096 — гуманоид, преследующий и убивающий любого, кто увидит его лицо, SCP-106 — объект, способный проходить сквозь стены, и при контакте забирающий в своё «карманное измерение», а также некоторые другие. Опасность представляют не только аномальные объекты, но и ловушки в комплексе (газовые камеры, которые автоматически закрываются; электрические ворота в коридорах), а также сами сотрудники Фонда (мобильная оперативная группа при встрече с игроком откроет по нему огонь).
В комплексе можно найти документы об аномальных объектах, что позволит узнать их способности и подготовиться ко встречи с ними. Для продвижения по комплексу иногда нужно взаимодействовать с аномальными объектами, к примеру, с SCP-914, который может улучшить ключ-карту для дальнейшего прохождения этой игры. Кроме того, игра изобилует звуковыми скримерами. Без знаний о вселенной SCP новичку будет очень сложно пройти игру: некоторые объекты появляются до того, как игрок успеет найти документы, описывающие их аномальные свойства.

### Редактор карт
В версии 0.7.4 появился редактор карт, позволяющий самому создавать коридоры и помещения, которые будут содержаться в памяти ПК и генерироваться с шансом 40 % (чтобы игрок не знал, что играет в свою карту) или запускаться кнопкой «Load map» перед началом игры. Карта должна содержать не менее 20 помещений, чтобы предотвратить соединение камеры содержания SCP-173 и выхода А; ограничений по превышению числа помещений нет. Также в редакторе присутствовали две карты от разработчика: Example Map и Larry’s Revenge.
С версии 1.3.9 появился новый редактор карт (v2.0), который был написан с нуля на BlitzPlus. Теперь есть возможность предпросмотра созданной карты в режиме 3D. В версии 1.3.10 редактор карт обновили до версии 2.1 — в ней появилась возможность редактирования Синего леса (SCP-860-1) и туннелей обслуживания.

## Сюжет
Игра повествует о бывшем учёном Фонда SCP, которого перевели в класс D из-за несанкционированного исследования, присвоив ему номер 9341. Его отправляют к объекту SCP-173 для тестирования; по прибытии случается сбой в электросистеме, из-за которого все SCP-объекты во всём комплексе высвобождаются наружу. По интеркому объявляется о массовом нарушении условий содержания, зона полностью блокируется и включается аварийное освещение. Протагонист выживает в камере содержания SCP-173 и теперь должен сбежать из комплекса.
D-9341 исследует комплекс и взаимодействует с различными аномалиями и предметами, продвигаясь через зоны лёгкого и тяжёлого содержания. Он добирается до входной зоны, где слышит объявление по интеркому о приходе мобильной оперативной группы Эпсилон-11 «Девятихвостая лиса» (англ. Nine-Tailed Fox), направленной для установления контроля над ситуацией. Оперативники пытаются поймать сбежавшие объекты и также устраняют класс D, из-за чего игрок должен избегать их. Выходы из комплекса оказываются заблокированы SCP-079 — саморазвивающимся ИИ, подключившимся к системе управления комплексом. Игрок отключает удалённое управление дверьми и идёт в камеру содержания SCP-079, где тот обещает выпустить его из комплекса, если он обратно включит удалённое управление дверьми. Игрок выполняет эту просьбу, и SCP-079 открывает выходы из комплекса.

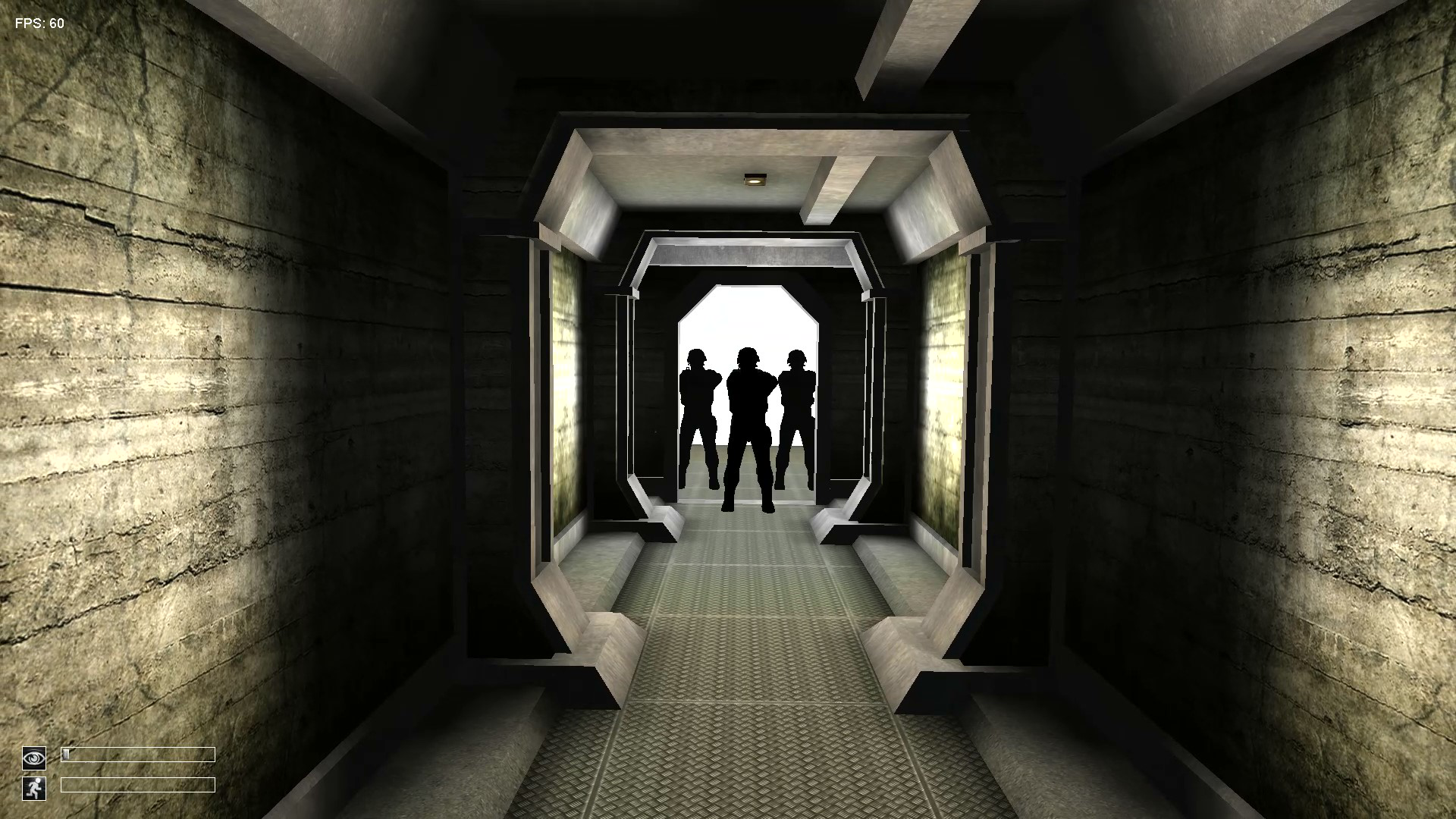
Отряд «Повстанцев Хаоса» захватывает протагониста в концовке А1

Далее главный герой попадает на поверхность через один из выходов, где его ждёт одна из четырёх концовок:
- A1 — SCP-106 пытается сбежать из комплекса, отвлекая на себя бойцов МОГ и вертолёты. D-9341 тем временем сбегает через служебный туннель, где попадает в руки «Повстанцев Хаоса» (англ. Chaos Insurgency) — одной из организаций вселенной SCP, враждебной Фонду;
- A2 — если восстановить условия содержания SCP-106, главный герой попадёт в руки мобильной оперативной группы. В дальнейшем аудио-отчёте говорится, что в ходе испытаний D-9341 продемонстрировал необыкновенную удачу и обсуждается присвоение ему классификации SCP;
- B1 — SCP-682 вырывается на свободу. В попытках его остановить Фонд использует ядерные боеголовки. Игра оканчивается взрывом;
- B2 — то же самое, что и в B1, но если игрок предварительно отключил боеголовки, ядерный взрыв не происходит. Вскоре главный герой умерщвляется либо вертолётом AH-64 Фонда, либо отрядом «Девятихвостой лисы».

## Разработка
Игра была разработана независимым финским разработчиком Йонасом «Regalis» Рикконеном. По его словам, его вдохновила игра SCP-087, под впечатлением от которой он решил создать SCP-087-B — более разнообразную игру по мотивам того же объекта. В итоге эта игра получила куда более широкую известность, чем ожидал Рикконен. Игроки начали просить его разработать более обширную игру по вселенной SCP, и он начал работу над SCP — Containment Breach.
В качестве движка игры был выбран BlitzMax, а с версии 0.2 игра перешла на Blitz3D. Выбор был обусловлен тем, что Рикконен уже давно с ним работал и хорошо знал. Решение сделать SCP-173 главным антагонистом пришло ввиду того, что это был любимый объект Рикконена, и он считал, что с ним удастся реализовать интересную игровую механику — моргание.
Рикконен провёл много времени, ища и создавая музыку и звуки для игры; по его мнению, для хоррор-игры они играют большую роль, при этом он старался как можно меньше использовать скримеры, ибо считал, что их чрезмерное использование раздражает. Он считает, что игра пугает главным образом тем, что игрок никогда не находится в безопасности и даже малейшая ошибка может привести к гибели. Информацию об игре Рикконен распространял главным образом через 4chan и YouTube, что задало импульс дальнейшей популяризации игры.
По словам Рикконена, успех игры повлиял на его дальнейшую жизнь: у него появилась уверенность в том, что он может начать карьеру в геймдеве, и он начал изучать программирование игр в университете Турку, в дальнейшем им была основана независимая студия Undertow Games и начата разработка игры Barotrauma. В 2016—2018 годах разработкой игры занималась команда разработчиков Third Subvision Studio — авторы модификации SCP: Nine Tailed Fox.
В 2018 году командами «CreatorMasters» и «Trill Team» была выполнена полная русская локализация. Помимо них, локализацию сделала студия «GamesVoice», о чём было объявлено на VoiceCon в июле 2019 года.

## Модификации и вдохновлённые проекты
Многие сторонние игровые проекты были вдохновлены или основаны на базе SCP — Containment Breach ввиду её первопроходства. Среди них выделяют:
- SCP: Nine-Tailed Fox — модификация, распространяемая как отдельная игра, и разрабатывающаяся в том числе одним из разработчиков оригинальной игры. В ней игрок берёт на себя роль командира мобильной оперативной группы, которая отправляется в комплекс, где произошло нарушение условий содержания, с целью отлова сбежавших объектов. Помимо аномалий, опасность также представляют сотрудники класса D, выбравшиеся из своих камер и пытающиеся сбежать. В игре присутствует мультиплеер с режимами игры deathmatch и PvE с отражением волн нападений зомби и других объектов[12][13].
- SCP: Containment Breach Multiplayer — модификация, распространяемая как отдельная игра, добавляющая мультиплеер до 64 игроков. Особенностью также является Breach Mode, позволяющий играть не только за класс D, но и за сотрудников Фонда и даже за некоторые SCP-объекты[12][14].
- SCP: Secret Laboratory — бесплатная мультиплеерная игра, действия которой происходят в Зоне-02, где произошло массовое нарушение условий содержания. Присутствуют 6 фракций, за которые можно играть, среди которых класс D, учёные Фонда, служба безопасности, «Повстанцы Хаоса», SCP-объекты и другие. Каждая из фракций имеет свою цель, которая может заключаться в побеге из комплекса, уничтожении или поимки SCP-объектов, или охоте на жертв, будучи SCP-объектом. Геймплей игры описывался как «тотальный хаос и веселье», а графика была названа «разрывной» (англ. Explosive)[12][14][15].
- SCP: CB Multiplayer Reborn — игра, основанная на модификации Ultimate Edition Reborn. Проект предлагает мультиплеер с кооперативным сюжетным режимом, где игроки выступают в роли сотрудников класса D, оказавшихся в условиях массового нарушения содержания и пытающихся выжить. Также доступен PvP-режим, в котором можно играть за персонал класса D, учёных, охранников, элитные мобильные подразделения различных фракций и объекты SCP. В этом режиме возможны союзы и предательства между фракциями, что делает каждую партию уникальной[16].

## Отзывы и влияние
Благодаря игре популярность вселенной «SCP Foundation» значительно выросла, многие люди познакомились с ней именно благодаря этой игре. В 5-й части истории сообщества отмечалось: «Появление Containment Breach стало самым значительным событием в истории вики. Никогда до этого появление одной вещи не вызывало подобного увеличения трафика, популярности и притока новичков. Вызванный игрой интерес повлёк за собой появление мода на Minecraft, и создаваемый пользователями контент стал катализатором для улучшения сайта».
Игра получила в целом положительные отзывы, несмотря на отмеченные недоработки и низкое качество графики.
- В рецензии игрового веб-сайта Rock, Paper, Shotgun говорится: «Это — „Хранилище 13“ без колкостей и причуд, но с возросшим количеством паники, крика и прятанья от существ из зубов и проволоки», с замечанием: «На данный момент в игре довольно слабые модели и текстуры, но надеемся на интенсивное сотрудничество»[18].
- Журнал Edge Online положительно отозвался об игре, назвав её «инди-проектом, сделанным на низкокачественном движке Blitz3D, который обычно порождает дёшево выглядящие творения», но добавил, что игре «как-то удаётся быть страшнее, чем свежим высокобюджетным хоррор-играм, вместе взятым»[5].
- В рейтинге 75 лучших бесплатных игр для ПК, составленном журналом PC Gamer, игра заняла 22-е место. Составители рейтинга указали, что «Containment Breach действует вдвойне сильнее благодаря опоре на мифы SCP — набор придуманных интернет-историй об ужасах и чудовищах, заточённых тёмной организацией»[19]. Также игра заняла 12 место в рейтинге 15 игр, которые «страшнее чем Resident Evil 7» от TheGamer, и 9 место в рейтинге лучших бесплатных хоррор-игр от DualShockers[20][21].
- Положительных отзывов удостоилась ключевая игровая механика — моргание. Сайт WhatCulture включил её в «список 10 безумных игровых механик, в существование которых вы не поверите», разместив на 9-м месте. Было иронично подмечено: «несмотря на весь реализм, к которому стремятся современные игры, SCP — Containment Breach может быть единственной игрой, в которой вашему персонажу нужно моргать. Как ново!»[22]. Также журналисты находили аналогии с эпизодом «Не моргай» сериала «Доктор Кто»[1][2][21][22].
- Отмечалась высокая сложность игры. Так, игра попала в список «15 игр, пытающиеся убить игрока едва начавшись». Указывалось, что игрока убивают, даже если он откажется выйти из своей камеры во вступлении[23].